# Neoramia charybdis
Neoramia charybdis là một loài nhện trong họ Agelenidae.
Loài này thuộc chi Neoramia. Neoramia charybdis được Henry Roughton Hogg miêu tả năm 1910.